# Льюїсвілл (Огайо)
Льюїсвілл (англ. Lewisville) — селище (англ. village) в США, в окрузі Монро штату Огайо. Населення — 184 особи (2020).

## Географія
Льюїсвілл розташований за координатами 39°46′2″ пн. ш. 81°13′6″ зх. д. / 39.76722° пн. ш. 81.21833° зх. д. (39.767112, -81.218257).  За даними Бюро перепису населення США в 2010 році селище мало площу 0,95 км², уся площа — суходіл.

## Демографія
Згідно з переписом 2010 року, у селищі мешкало 176 осіб у 76 домогосподарствах у складі 48 родин. Густота населення становила 185 осіб/км².  Було 97 помешкань (102/км²).
Расовий склад населення:
| - 98,3 % — білих - 0,6 % — азіатів |

До двох чи більше рас належало 1,1 %. Частка іспаномовних становила 0,6 % від усіх жителів.
За віковим діапазоном населення розподілялося таким чином: 17,0 % — особи молодші 18 років, 62,5 % — особи у віці 18—64 років, 20,5 % — особи у віці 65 років та старші. Медіана віку мешканця становила 48,5 року. На 100 осіб жіночої статі у селищі припадало 87,2 чоловіків;  на 100 жінок у віці від 18 років та старших — 92,1 чоловіків також старших 18 років.
Середній дохід на одне домашнє господарство  становив 54 672 долари США (медіана — 47 083), а середній дохід на одну сім'ю — 59 853 долари (медіана — 48 281). За межею бідності перебувало 12,2 % осіб, у тому числі 2,5 % дітей у віці до 18 років та 9,4 % осіб у віці 65 років та старших.
Цивільне працевлаштоване населення становило 88 осіб. Основні галузі зайнятості: освіта, охорона здоров'я та соціальна допомога — 21,6 %, виробництво — 18,2 %, транспорт — 10,2 %, роздрібна торгівля — 10,2 %.